# Beneden-Leeuwen
Pour les articles homonymes, voir Leeuwen.
Beneden-Leeuwen est un village appartenant à la commune néerlandaise de West Maas en Waal. En 2006, le village comptait environ 5 810 habitants.
Jusqu'en 1818, Beneden-Leeuwen formait avec Boven-Leeuwen la commune de Leeuwen.

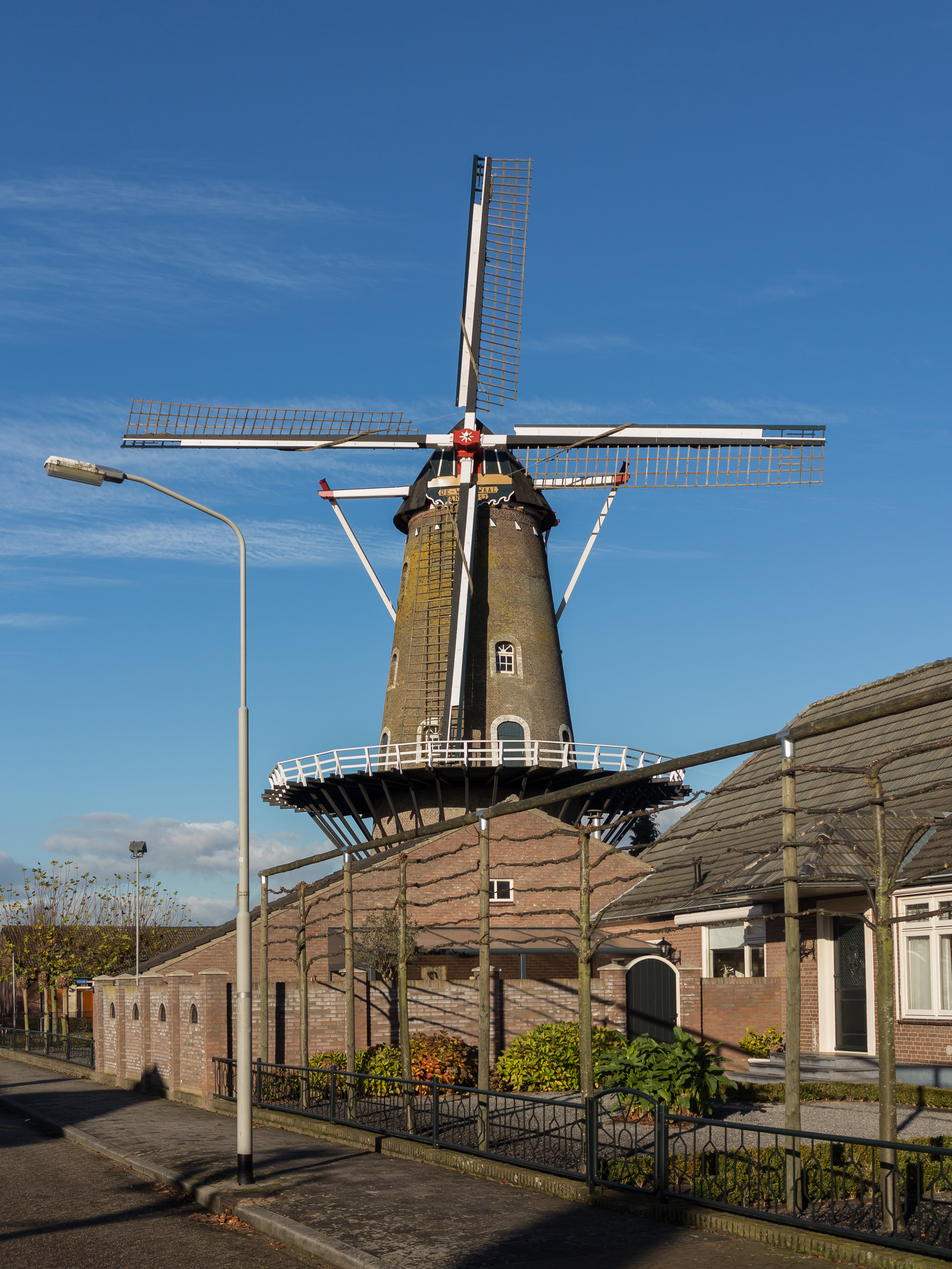